# Sigfrid Rålamb (1864–1936)
Erik Anders Sigfrid Rålamb, född den 10 maj 1864 i Västra Ryds församling, Uppsala län, död där den 29 oktober 1936, var en svensk friherre, agronom och godsägare. Han var bror till Erik och Stig Rålamb. 
Rålamb utexaminerades från Ultuna 1890. Han ägde Granhammar i Uppland. Rålamb blev hovjägmästare 1914. Han var styrelseledamot i bland annat Mälarprovinsernas hypoteksförening och Allmänna brandförsäkringsverket för byggnader å landet. Han var också häradsdomare. Rålamb blev riddare av Vasaorden 1915 och kommendör av andra klassen av samma orden 1930.